# 佐藤嘉洋
佐藤嘉洋（綽號：無限追擊手，1981年1月25日—），男，在K-1出賽的日本中量級踢拳運動員，前WKA及WPKC泰拳冠軍，於2006及07年連續兩屆奪得K-1全國錦標賽冠軍。